# Деревни (Ростовский район)
Деревни — село Ростовского района Ярославской области, входит в состав сельского поселения Петровское.

## География
Расположено на берегу речки Кось, окружено тремя реками: Кось, Иринка, Сара — приток озера Неро, в 3 км на северо-восток от посёлка городского типа Петровское и в 20 км на юг от Ростова.

## История
Местный пятиглавый храм во имя Святого Василия великого и священномученика Власия в связи с колокольней построен прихожанами в 1797 году, раньше церковь была деревянная, которая была разрушена при постройке каменной церкви. С 1879 года в селе была открыта сельская школа, ныне перестроенная в дом..
В конце XIX — начале XX село входило в состав Дубровской волости Ростовского уезда Ярославской губернии. В 1885 году в селе было 35 дворов.
С 1929 года село входило в состав Дементьевского сельсовета Ростовского района, в 1935—1959 годах — в составе Петровского района, с 1954 года — в составе Никольского сельсовета (сельского округа), с 2005 года — в составе сельского поселения Петровское.
Село деревни образовалось из трёх деревень находившихся рядом друг с другом. Первая деревня называлась Одинцово, она брала своё начало с первых домов справа по ходу от Ярославского шоссе. Следующая деревня находилась в северной точке села от церкви и на восток вдоль реки Кось — называлась Заулок. Название третьей деревни не сохранилось. После строительства Храма Василия Великого деревни были объединены в село с названием Деревни, с ударением на второй слог. Далее местные жители стали называть своё село с ударением на первый слог — Де’ревни.
на момент 2024 года доподлинно известно о том, что в селе проживали люди с фамилиями: Лебедевы, Гущины.
Село Деревни входило в колхоз «Красный Остров» — название получило благодаря расположению. В колхоз нельзя было попасть не пересекая одну из трёх рек, которыми он был окружён. Далее колхоз был переименован в «Красный луч», далее колхоз стал совхозом «Красный луч»
На момент развала СССР, в колхозе осталось огромное количество техники, строилась целая улица в сторону п.г.т. Петровское, планировали провести газ, существовало 2 водонапорные башни, 2 животноводческие фермы, контора, огромные ангары с автомобильной и тракторной техникой, позже это всё разворовали нехорошие не коренные местные жители. Местным жителям почти ничего не досталось после развала совхоза, так как имущество было советским.
За время своего существования колхоз умудрился построить плотину на реке Кось и с помощью гидроэлектростанции по вечерам снабжал своих жителей электричеством. В село Деревни были проведены такие коммуникации как радио и телефонная связь. Примерно в 2020—2022 году был проведен магистральный газопровод.
Геология в селе очень сложная и тяжёлая для строительства домов. Почва — это суглинки, под почвенным слоем идёт глина, попадаются плывуны, крупные кварциты. Почва плодородная.
Ливневая система страдает из-за проживающего населения, которое не верит в разработку советских мелиораторов и закапывает ливневые канавы.
Население за последнее время уменьшается. Убыль связана с тем, что старое население умирает, новое рожает мало детей, дети стремятся уехать в города.
В селе Деревни существует предприятие по ремонту и обслуживанию различной сельскохозяйственной техники. В основном занимаются ремонтом тракторов.
В селе проживал писатель по фамилии Леонов. Он написал книгу «Село моё родное Деревни»
Во время войны в сельской школе проживали дети из блокадного Ленинграда.
После войны колхозу были выделены три пленных немца, которые выполняли различные работы, пока не привезли тяжелую технику: трактора, комбайны. Они вручную косили и убирали урожай несколько лет.
До Великой Отечественной войны председателем колхоза был Лебедев Григорий Арсентьевич. Он погиб во время Ржевской операции в районе деревни Ровное Тверской области.

## Население
| 1859 | 2007 | 2010 |
| ---- | ---- | ---- |
| 287  | ↘145 | ↘116 |

## Достопримечательности
В селе расположена действующая церковь Василия Великого (1797). Восстановление идёт уже более 10 лет. Дом священника стоит напротив церкви, но проживают в нём уже не церковнослужители.